# Disciplina kičme
Disciplina kičme (ili Disciplin A Kitschme) je jedan od najpoznatijih srpskih rock sastava. Frontmen sastava još od njegova osnutka je Dušan Kojić - "Koja". Njihova glazba mješavina je mnogih stilova, od funk-rocka, noise-rocka, jazz fuzije, drum and bassa i mnogih drugih.

## O sastavu
Sastav su 1981. osnovali Dušan Kojić - "Koja", Nenad Krasavac - "Kele", ali kako je Krasavac odlučio ići u vojsku zamijenio ga je Srđan Todorović - "Žika".
Sastav je do 1991. godine radio u Beogradu, te su za to vrijeme objavili sedam albuma.  Sastav je odličnim izvedbama stekao brojne obožavatelje diljem tadašnje Jugoslavije. 
Godine 1992. Kojić je otišao u London, gdje je surađivao s inozemnim glazbenicima. U Londonu je objavio albume "I Think I See Myself On CCTV" (1996.), "Heavy Bass Blues" (1998.) i "Refresh Your Senses, NOW!" (2001.).
Koja se 2002. godine vratio u Beograd, a tri godine kasnije, okuplja novu postavu Disciplin A Kitschme. Album Uf! sastav objavljuje 2011. godine. U suradnji s vinkovačkim glazbenikom Igorom Djekeom 2015. godine izdali su svoj posljednji album "Opet".

## Diskografija
- Sviđa mi se da ti ne bude prijatno (1982.)
- Ja imam šarene oči (1984.)
- Svi za mnom! (1986.)
- Najlepši hitovi uživo! (1986.)
- Dečija pesma (1987.)
- Zeleni Zub na Planeti Dosade (1989.)
- Nova iznenađenja za nova pokolenja (1990.)
- I Think I See Myself On CCTV (1996.)
- Heavy Bass Blues (1998.)
- Refresh Your Senses, NOW! (2001.)
- Kada kažeš muzika, na šta tačno misliš, reci mi? (2007.)
- Uf! (2011.)
- Opet (2015.)[1]